# 조니 파카
조니 퍼카(Johnny Pacar, 1981년 6월 6일 ~ )는 미국의 배우, 음악가이다. 

## 출연 작품

### 영화
- Purgatory House (2004)
- 리틀 블랙 북 (2004)
- 틴 에이지 마술쇼 (2005, Now You See It...)
- Detroit (2006)
- 와일드 차일드 (2008)
- Love Hurts (2009)
- 월드 워 좀비 (2011, Zombie Apocalypse)
- Fort McCoy (2011)
- 플레이백 (2012)
- 채널링 (2013, Channeling)
- 리메이닝 (2014, The Remaining)

### 텔레비전
- 크로싱 조던 (2007)
- 메이크 잇 오어 브레이크 잇 (2009)